# Edgewood (Nowy Meksyk)
Edgewood – miasto w Stanach Zjednoczonych, w stanie Nowy Meksyk, w hrabstwie Santa Fe.